# Борки (Малоритський район)
Бірки (біл. Боркі) — село в Білорусі, у Малоритському районі Берестейської області. Орган місцевого самоврядування — Мокранська сільська рада.

## Географія
Розташоване за 200 метрів  від білорусько-українського державного кордону.

## Історія
У 1921 році село входило до складу гміни Мокряни Кобринського повіту Поліського воєводства Польської Республіки.
23 вересня 1942 року в рамках відповіді на перші дії УПА німці розстріляли в селі 711 мешканців, а самі Бірки спалили. Також в цьому ж селі були розстріляні мешканці села Годинь та хутора Вепра, що розташовані на території України. На могилі в радянський період споруджено невеликий пам'ятник. В післявоєнний час існувала школа, клуб, бібліотека, магазини в які їздили люди з українських сіл а саме Годиня,та Млинова,та ближніх білоруських. Разом з тим  поряд з'явилося село Нові Бірки населення яких складали колишні хуторяни яких насильно позвозили в одне місце. В зв'язку з постійним виїздом молоді та людей в інші значно більші населені пункти,в першу чергу Берестя,  та ближчі села Мокрани, Дивин, смт Малорита відроджене з попелу село швидко втрачало населення, ставши в результаті одним з типових безперспективних сіл.
На даний момент село практично втратило усіх жителів. Молодь в селі відсутня, доживають свого віку пенсіонери

## Населення
Станом на 10 вересня 1921 року в селі налічувалося 114 будинків та 576 мешканців, з них:
- 287 чоловіків та 289 жінок;
- 571 православний, 5 юдеїв;
- 570 українців (русинів), 5 євреїв, 1 особа іншої національності.

За переписом населення Білорусі 2009 року чисельність населення села становило 29 осіб.